# Scelotrichia toira
Scelotrichia toira är en nattsländeart som beskrevs av Olah 1989. Scelotrichia toira ingår i släktet Scelotrichia och familjen smånattsländor. Inga underarter finns listade i Catalogue of Life.